# Rouslan Riabochapka
Rouslan Riabochapka  est un avocat et procureur homme politique et général ukrainien, né le 14 octobre 1976 à Zelenogorskoe, raïon de Podilsk, il est élu par la Verkhovna Rada procureur général d'Ukraine, en remplacement de Iouri Loutsenko.

## Biographie
En 1998, il est diplômé de l'université internationale Solomon.
De 2001 à 2010 il travaillait au ministère de la Justice.

### Procureur
En 2019 et 2020, il tint le poste de procureur général après Iouri Loutsenko.